# Erica Tietze-Conrat
Erica Tietze-Conrat (Wenen, 20 juni 1883 – New York, 12 december 1958) was een Oostenrijks-Amerikaans kunsthistorica.

## Biografie
Haar ouders waren de Joodse koopman Hugo Conrat (2 juni 1845 – 22 maart 1906) en zijn vrouw Ida (1857 - 1938). Haar vader bekeerde zich in 1882 met zijn gezin tot het protestantisme en veranderde hun namen van Cohn in Conrat. Beeldhouwster Ilse von Twardowski-Conrat was haar zus; botanicus en microbioloog Ferdinand Cohn (1828-1898) was haar oom.
Naast koopman was haar vader muziekliefhebber en hij kende veel artiesten uit zijn tijd. Het huis van haar ouders was een ontmoetingsplaats voor kunstenaars, onder wie Johannes Brahms, Ferruccio Busoni, Alexander von Zemlinsky, Fernand Khnopff en beeldhouwer Charles Van der Stappen. Ook Erica Conrat had een muzikale interesse: ze speelde piano en was bevriend met onder anderen Zemlinsky en Arnold Schönberg, via wie ze Karl Kraus leerde kennen. Ze had ook een langdurige vriendschap met Alma Mahler.
Conrat studeerde kunstgeschiedenis aan de Universiteit van Wenen onder Franz Wickhoff en Alois Riegl, en promoveerde in 1905 met het proefschrift Beiträge zur Geschichte Georg Raphael Donner. Ze was de eerste Oostenrijkse vrouw die een doctoraat behaalde in de kunstgeschiedenis. Het proefschrift werd begeleid door Franz Wickhoff en Julius von Schlosser. Datzelfde jaar huwde ze met medestudent Hans Tietze, die ze zijn leven lang actief bleef steunen in zijn academische activiteiten. Haar eigen onderzoeksactiviteiten waren gericht op barokke beeldhouwkunst.
Het echtpaar Tietze was bevriend met diverse hedendaagse kunstenaars. In 1909 schilderde Oskar Kokoschka een dubbelportret dat in het Museum of Modern Art in New York hangt. Beeldhouwer en schilder Georg Ehrlich maakte twee bronzen bustes van het echtpaar en talrijke portrettekeningen van Erica Conrat. De bustes zijn opgenomen in de collectie van de Österreichische Galerie Belvedere in Wenen.
In 1938 emigreerde het echtpaar naar de Verenigde Staten, waar Conrat bleef werken aan kunsthistorische publicaties tot het einde van haar leven.
In de herfst van 2004 werd in Wenen de Internationale Hans Tietze und Erica Tietze-Conrat Gesellschaft opgericht, die zich tot taak heeft gesteld alle werken van het echtpaar te bewaren.

## Werken (selectie)
- Die Kunst der Frau. Ein Nachwort zur Ausstellung in der Wiener Sezession. (1911)
- Österreichische Barockplastik., Wenen (1920)
- Oskar Laske., Wenen (1921)
- Andrea Mantegna., Leipzig (1923)
- Der französische Kupferstich der Renaissance., München (1925)
- Met Hans Tietze: The Drawings of the Venetian Painters in the 15th and 16th Centuries., New York (1944)
- Mantegna. Paintings, Drawings, Engravings., Londen (1955)
- Georg Ehrlich., Londen (1956)
- Dwarfs and Jesters in Art., Londen (1957)
- „I then asked myself: what is the ‚Wiener Schule‘?“ Erinnerungen an die Studienjahre in Wien. (verm. 1958)[1]
- Tagebücher. Böhlau, Wenen (2015)

## Privéleven
Samen met haar echtgenoot Hans Tietze kreeg ze twee dochters en twee zoons, te weten Christopher Tietze (arts, 1908-1984) en Andreas Tietze (Turkoloog, 1914-2003).